# Spoorlijn 260
Spoorlijn 260 is een Belgische industrielijn in Charleroi. De lijn verbindt het vormingsstation Monceau met Charleroi-West via het eiland tussen de Samber en het Kanaal Brussel-Charleroi. De enkelsporige lijn is 6,0 km lang en geëlektrificeerd. Sinds 2009 is de lijn buiten dienst en gedeeltelijk gedeëlektrificeerd, het spoorviaduct over de N90 is uitgehesen waardoor er geen doorgaand treinverkeer meer mogelijk is. In het verleden heeft de lijn ook het nummer 120 gehad. 

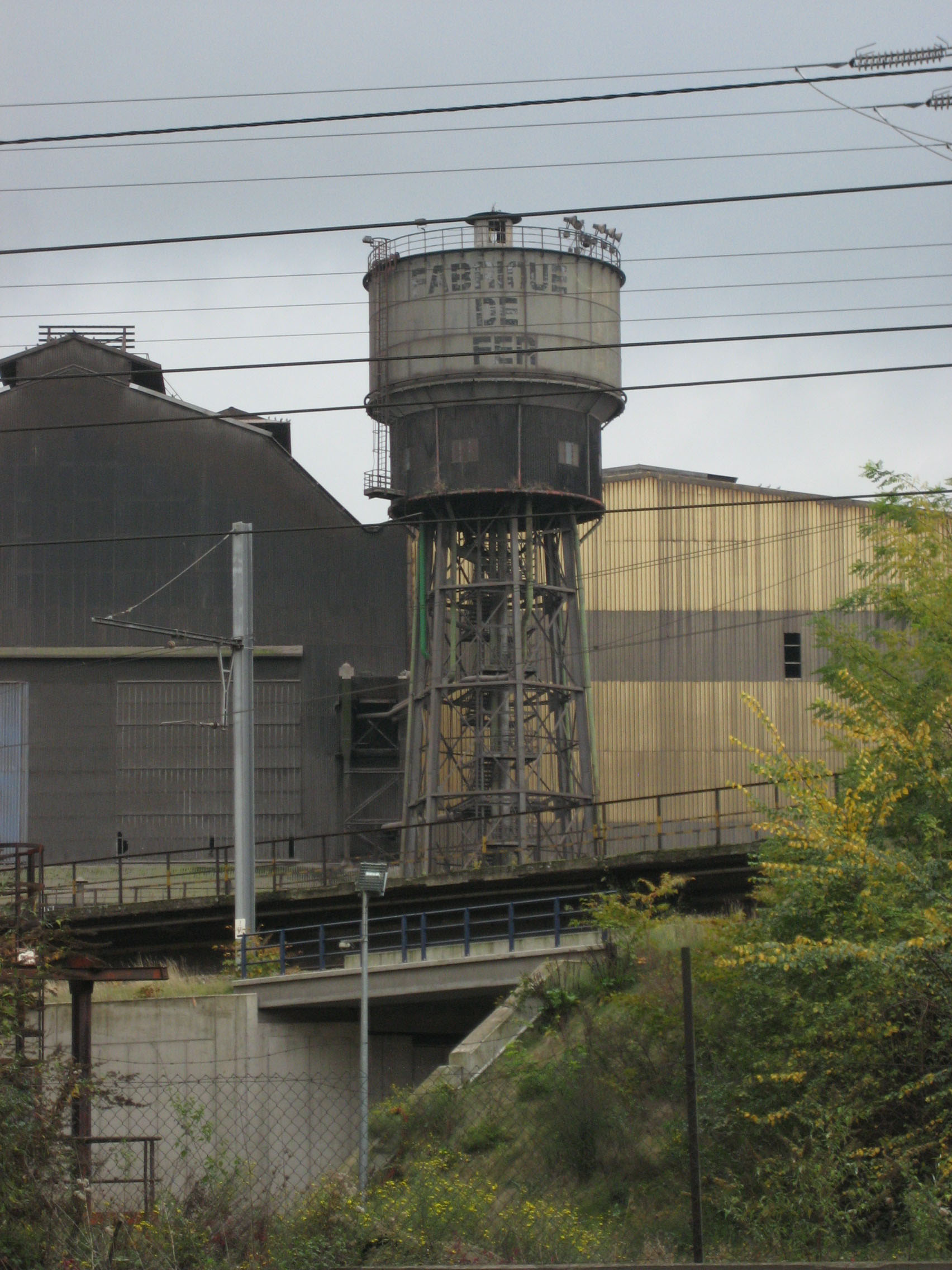
Spoorlijn 260 langs de N90 in Charleroi, op de voorgrond de bovenleiding van de Métro léger.

## Aansluitingen
In de volgende plaatsen was er een aansluiting op de volgende spoorlijnen:
Monceau
Spoorlijn 124 tussen Brussel-Zuid en Charleroi-Centraal
Spoorlijn 124A tussen Luttre en Charleroi-Centraal
Spoorlijn 260A tussen Monceau en Amercoeur
Spoorlijn 266 tussen Monceau en Fosse 6
Spoorlijn 268 tussen Monceau en Monceau-Usines
Y Providence
Spoorlijn 260D tussen Y Providence en Providence Gare Privée
Y Tréfilerie
Spoorlijn 260E tussen Y Tréfilerie en Fosse Saint-Théodore
Charleroi-West
Spoorlijn 140 tussen Ottignies en Marcinelle